# Verja de Gibraltar

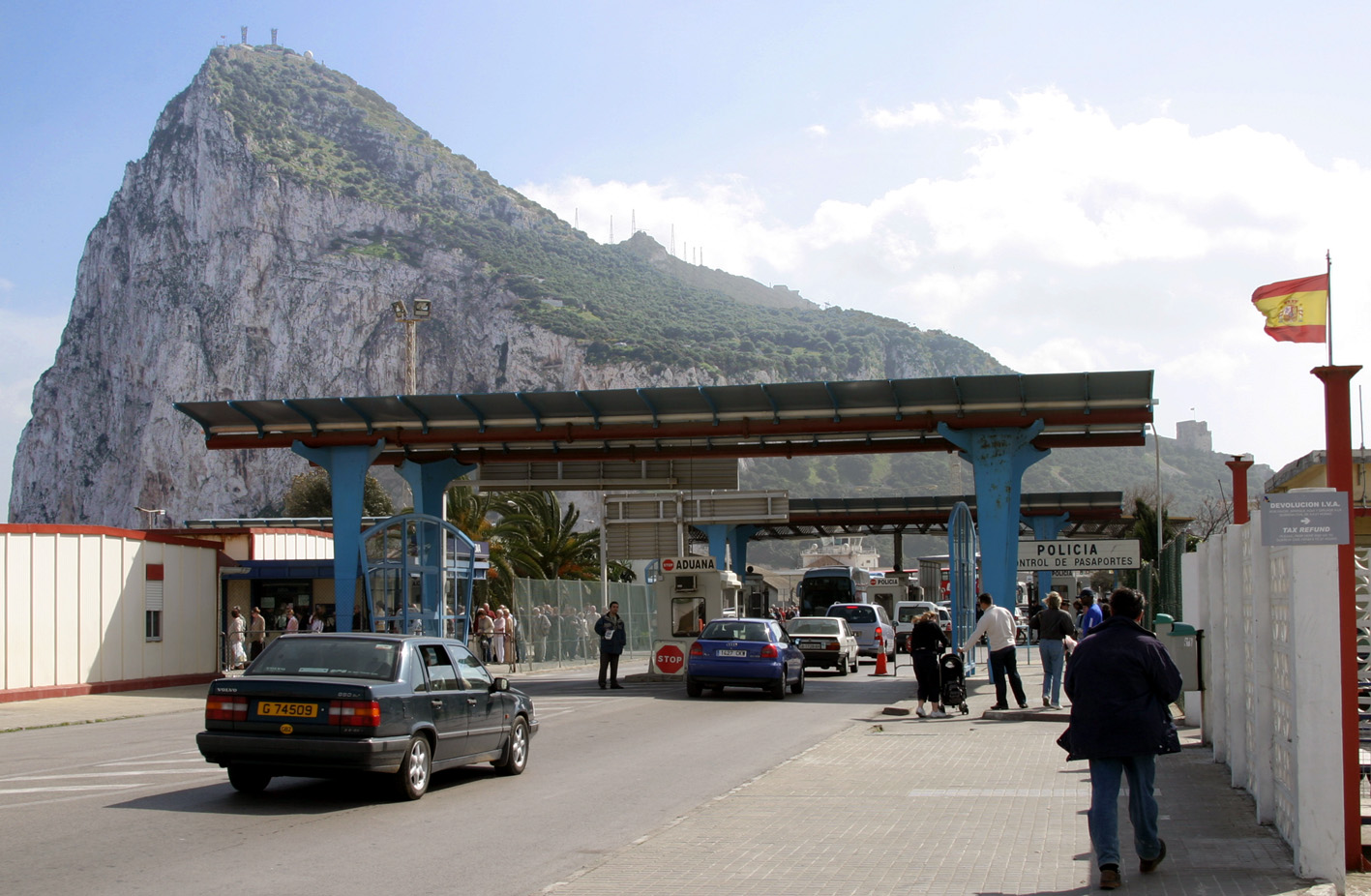
La Verja vista desde La Línea de la Concepción. La bandera española ondea en el puesto de control policial.

La Verja de Gibraltar es la denominación más común para la frontera entre España y Reino Unido al sur de la península ibérica.
España la considera una línea de control militar de facto entre el Territorio británico de ultramar de Gibraltar y el municipio gaditano de La Línea de la Concepción, en el istmo de Gibraltar. De todos los límites entre países unidos por carretera, es uno de los más breves (algo más de un kilómetro), aunque es superado por defecto por otros, como el existente en Vélez de la Gomera (solo 85 metros) entre España misma y Marruecos en el norte de África.

## Disputa territorial
La Verja está situada a 800 metros al norte de la Torre del Diablo, el punto más al norte del peñón de Gibraltar, único enclave, junto con el puerto y las fortificaciones originales de la ciudad, cedido por España al Reino Unido por el Tratado de Utrecht en 1713. España considera no traspasadas al Reino Unido las tierras entre la Verja y el Peñón, ni reconoce la soberanía británica sobre estas. En terminología oficial, España siempre utiliza la palabra verja o "puesto de control de Policía" para referirse al límite entre los territorios controlados por ambos países, puesto que no admite la posibilidad de que exista una "frontera" situada en el interior de su propio territorio nacional.
En cambio, el Reino Unido rechaza de plano las reclamaciones españolas sobre el territorio del istmo, al considerar a la Verja como una de las fortificaciones de Gibraltar, las cuales están incluidas en el Tratado, obviando que el tratado se refería a las existentes en aquel momento. Por su parte, el Reino Unido considera la Verja como una frontera internacional a todas luces, así como su soberanía de facto sobre parte del istmo después de la posesión ejercida sobre el mismo durante un largo período de tiempo ante la pasividad militar de España.

## Historia

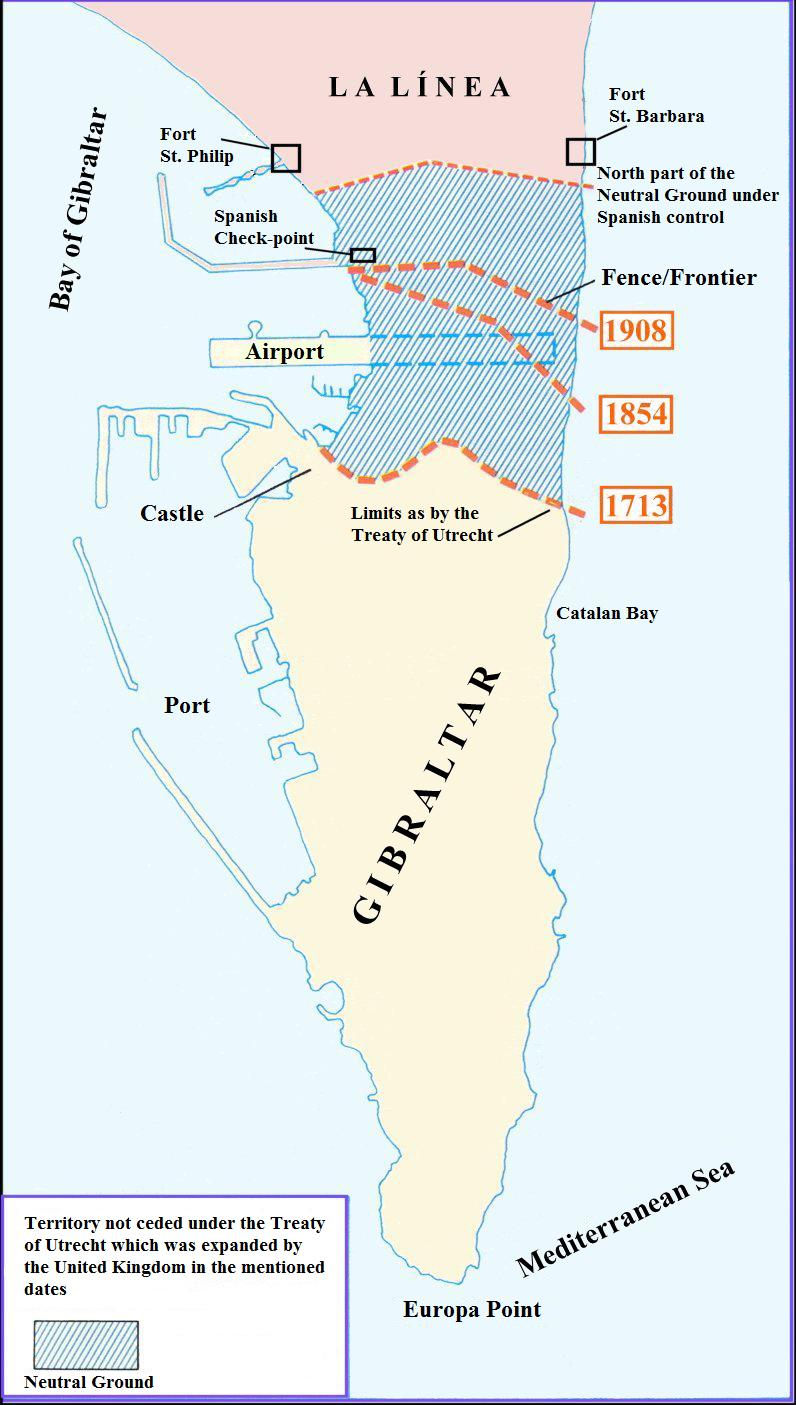
Mapa del istmo entre La Línea y Gibraltar, según lo acordado en 1713. En azul, territorio español desmilitarizado según el Tratado de Utrecht (1713). En línea discontinua gruesa, la frontera de Gibraltar (1713) y las verjas levantadas por el Ejército británico (1854 y 1908) En 1938, Reino Unido invadió en plena guerra civil española aguas españolas de la Bahía de Algeciras para construir el aeropuerto del Peñón. En 1969 España urbanizó la parte del territorio desmilitarizado que aún no había ocupado militarmente el Reino Unido.

### El istmo, territorio español desmilitarizado
Desde la toma de Gibraltar, las fuerzas militares británicas trataron de ampliar el territorio bajo su control adentrándose en el istmo. Para empezar, reivindicaban todo el territorio de la Bahía de Algeciras, que podían alcanzar con su artillería desde el Peñón. Con el fin de evitar estas expansiones, el ingeniero Jorge Próspero de Verboom, al servicio del rey Felipe V, ordenó construir un sistema de fortificaciones a poco más de un kilómetro del Peñón, formando una línea de baterías de artillería entre las playas de Poniente y Santa Bárbara. Esta línea fortificada, finalizada en 1735, fue conocida como la "Línea de Contravalación de Gibraltar" y es el origen de la población de La Línea de la Concepción. Esta contravalación marcaba el límite norte de la zona española desmilitarizada, y medía 156 hectáreas. En el año 1810 esta fortaleza fue demolida con el fin de que el Ejército francés no pudiera utilizarla en su intento de conquistar España.

### Primeras expansiones de Gibraltar
En 1815, una epidemia de fiebre amarilla afectó a Gibraltar. España, en un gesto de buena voluntad, accedió a una petición del Gobierno británico para construir barracones en la zona española desmilitarizada, aun incumpliéndose así el Tratado. Sin embargo, una vez pasó la epidemia, estas construcciones no fueron retiradas del istmo. La historia se repitió y agravó con otra plaga en 1854, y esta vez el Reino Unido no solo se apoderó de una parte del territorio español desmilitarizado, sino que además construyó una verja sobre este.
En 1908, el ejército británico levantó otra verja aún más lejos del Peñón, delimitando frente a Gibraltar un total de 106 hectáreas de las 156 de la zona española desmilitarizada. Desde entonces, la verja es conocida en España simplemente como La Verja. En 1938, aprovechando que España estaba inmersa en una guerra civil, fue construido el aeropuerto de Gibraltar en la zona desmilitarizada española, con su pista de aterrizaje adentrándose en aguas territoriales españolas. España no reconoce como propiedad de Gibraltar el espacio aéreo sobre el que está situado este aeropuerto. El 30 de junio de 1940, una vez terminó la guerra civil española, las Fuerzas Armadas Españolas abatieron un avión británico que iba a aterrizar en la terminal del Peñón, por violación de su espacio aéreo.

### El cierre de la Verja
Tras la primera propuesta formal de devolución, formulada el 16 de mayo de 1966 por el ministro de Asuntos Exteriores, Fernando María Castiella, rechazada por parte británica, Londres apoyó el referéndum de 1967 en el cual los colonos británicos de Gibraltar votan en favor de la "soberanía británica" y de la adopción del «Gibraltar Constitution Order 1969» (descrito por los británicos como la «Constitución de Gibraltar»), el Gobierno español ordenó el cierre permanente de la Verja en 1969 y el corte de todas las comunicaciones de la Península con el Peñón, cumpliendo escrupulosamente por vez primera lo firmado en Utrecht 266 años antes.
La verja no fue reabierta para peatones hasta el 14 de diciembre de 1982, siete años después de la muerte de Franco, como gesto aperturista de España pedido por la CEE, que no obstante violaba flagrantemente el tratado. Terminaban así 13 años de aislamiento al Peñón. La Verja fue abierta para vehículos el 5 de febrero de 1985, en cumplimiento de las nuevas normas comunitarias que entraban en vigor tras la adhesión de España a la CEE, implementándose la Declaración de Bruselas de 1984.

### Conversaciones
Tras el restablecimiento de la democracia en España, se propuso una soberanía conjunta para el territorio y una posterior restitución a España. Dicha propuesta fue presentada por el ministro español de Asuntos Exteriores, Fernando Morán, en 1985, en una oferta para un tratado con el Reino Unido, mientras se preservaba el modo de vida gibraltareño. Se mantendrían su nacionalidad británica, así como de sus derechos políticos y laborales existentes, el autogobierno y las instituciones. Morán propuso que se deberían acordar un condominio o un arreglo posterior, en el período de 15 o 20 años.
En 1997 una segunda propuesta hizo el ministro español de Asuntos Exteriores, Abel Matutes, previendo un período de cien años de soberanía conjunta antes de la transferencia definitiva a España. Un esquema similar, aunque con una soberanía conjunta de duración indefinida, se acordó provisionalmente entre los gobiernos de José María Aznar y Tony Blair en la primavera de 2002, tras conversaciones entre los ministros de Exteriores español y británico, Josep Piqué y Jack Straw. Pero fue abandonado después de la oposición sostenida por los gibraltareños, que incluso convocaron un referéndum sobre la soberanía de Gibraltar en 2002.
El 21 de julio de 2009 el ministro Miguel Ángel Moratinos fue el primer cargo del Gobierno de España en cruzar la Verja. Lo hizo para reunirse con Peter Caruana, ministro principal de Gibraltar en aquel momento.

## La frontera en la actualidad

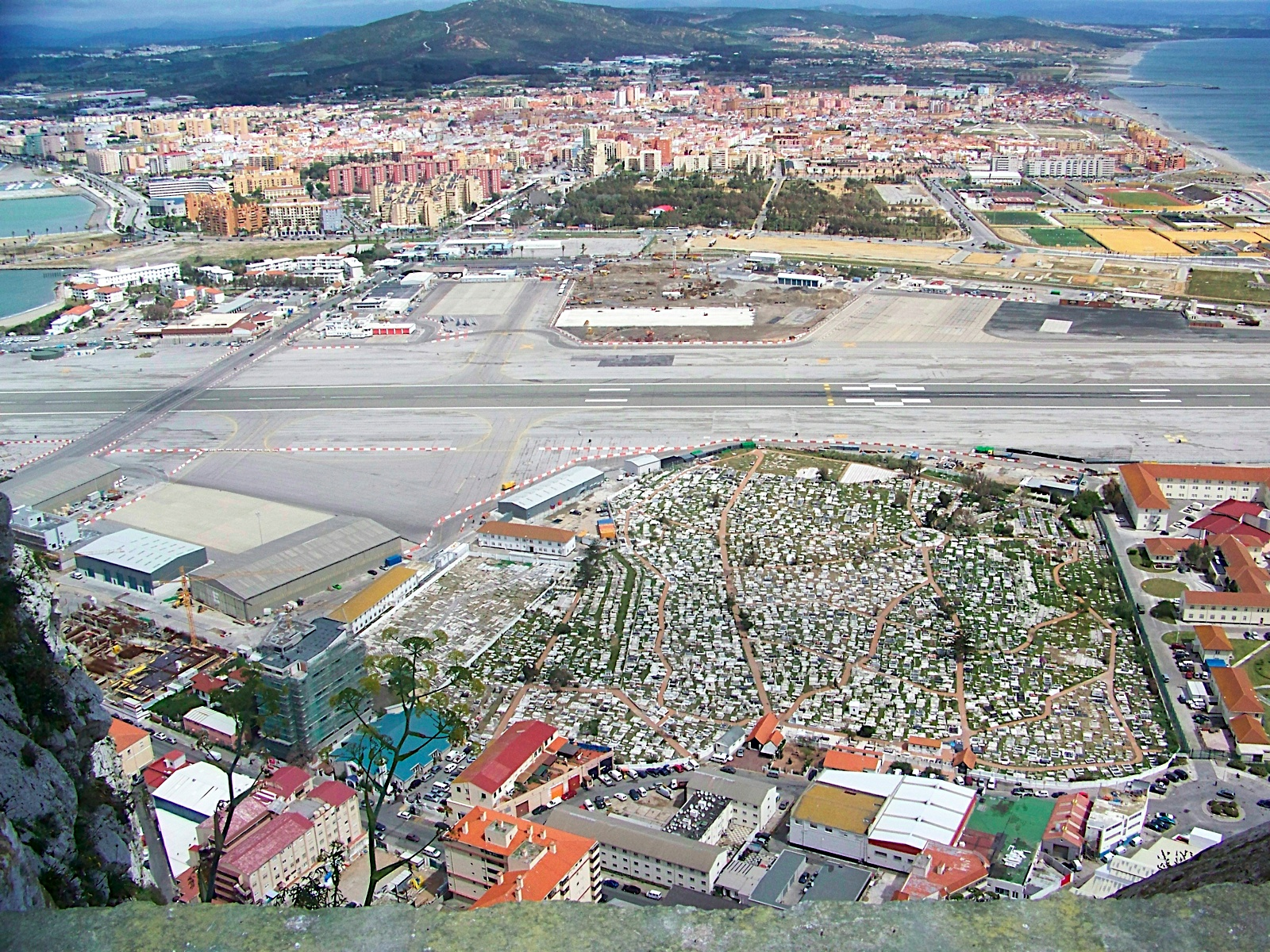
En el centro de la imagen, el istmo que une Gibraltar con La Línea.

Hoy en día la frontera está abierta al tráfico las 24 horas. Se ha habilitado una entrada alternativa para camiones unos metros al este del puesto policial principal, con el fin de aliviar el tráfico de la carretera de acceso a Gibraltar. Este puesto de control policial no está exento de controversia, puesto que por él pasan camiones cargados de escombros que el Reino Unido utiliza para aumentar la superficie de Gibraltar a costa del mar circundante, de soberanía española.

### Tasa de congestión
En el agosto de 2010, el Ayuntamiento de La Línea reordena el tráfico a la salida de Gibraltar con el fin de instalar un dispositivo para cobrar un peaje a los vehículos motorizados que visiten el Peñón. En palabras del alcalde linense, Alejandro Sánchez García, diez millones de vehículos circulan al año por la carretera N-351, travesía de la ciudad y acceso a Gibraltar, provocando atascos y contaminación "sin dejar un duro" en la ciudad. Con la implantación de este peaje, llamado "tasa de congestión" por el ejecutivo municipal, el consistorio linense pretende recaudar 30 millones de euros al año.
En enero de 2011 el carril de la salida de Gibraltar, en el que se pretende instalar el peaje, está delimitado por un bordillo, pero no se está cobrando ninguna cantidad a los vehículos que salen de Gibraltar.
Las modificaciones en la señalización llevaron a una guerra abierta entre el Ayuntamiento y el Gobierno de José Luis Rodríguez Zapatero, propietario de la N-351, y que rechazaba el cobro. Esta disputa ha llegado a los tribunales, después de que el consistorio linense cerrase la aduana para camiones, obligando a los vehículos pesados a circular por el acceso principal a Gibraltar. Al día siguiente, esta medida fue anulada por el juzgado de Algeciras, ya que el ayuntamiento municipal estaba ejerciendo competencias sobre un puesto de control de Policía, lo cual está reservado al Estado en exclusiva.
El Gobierno de España, la Junta de Andalucía, el autoproclamado Ayuntamiento británico de Gibraltar y los sindicatos de trabajadores españoles en la colonia británica se han posicionado rotundamente en contra de este peaje.

### Sucesos recientes
En agosto de 2013, después de que  Gibraltar lanzara bloques de hormigón con pinchos en aguas españolas para impedir la pesca de arrastre, el Gobierno de España decidió prohibir el tránsito de camiones con hormigón y rocas hacia Gibraltar, que el Reino Unido utiliza para expandir su territorio. También se estudia la posibilidad de recuperar la "tasa de congestión", con un peaje de 50 euros por entrar en Gibraltar, y otros 50 euros por salir del territorio. El puesto de peaje se instalaría al final de la N-351, justo unos metros antes del control policial de Gibraltar. De esta forma se pretende evitar las continuas congestiones de tráfico que a diario se producen en la zona.